# Thrácký jezdec

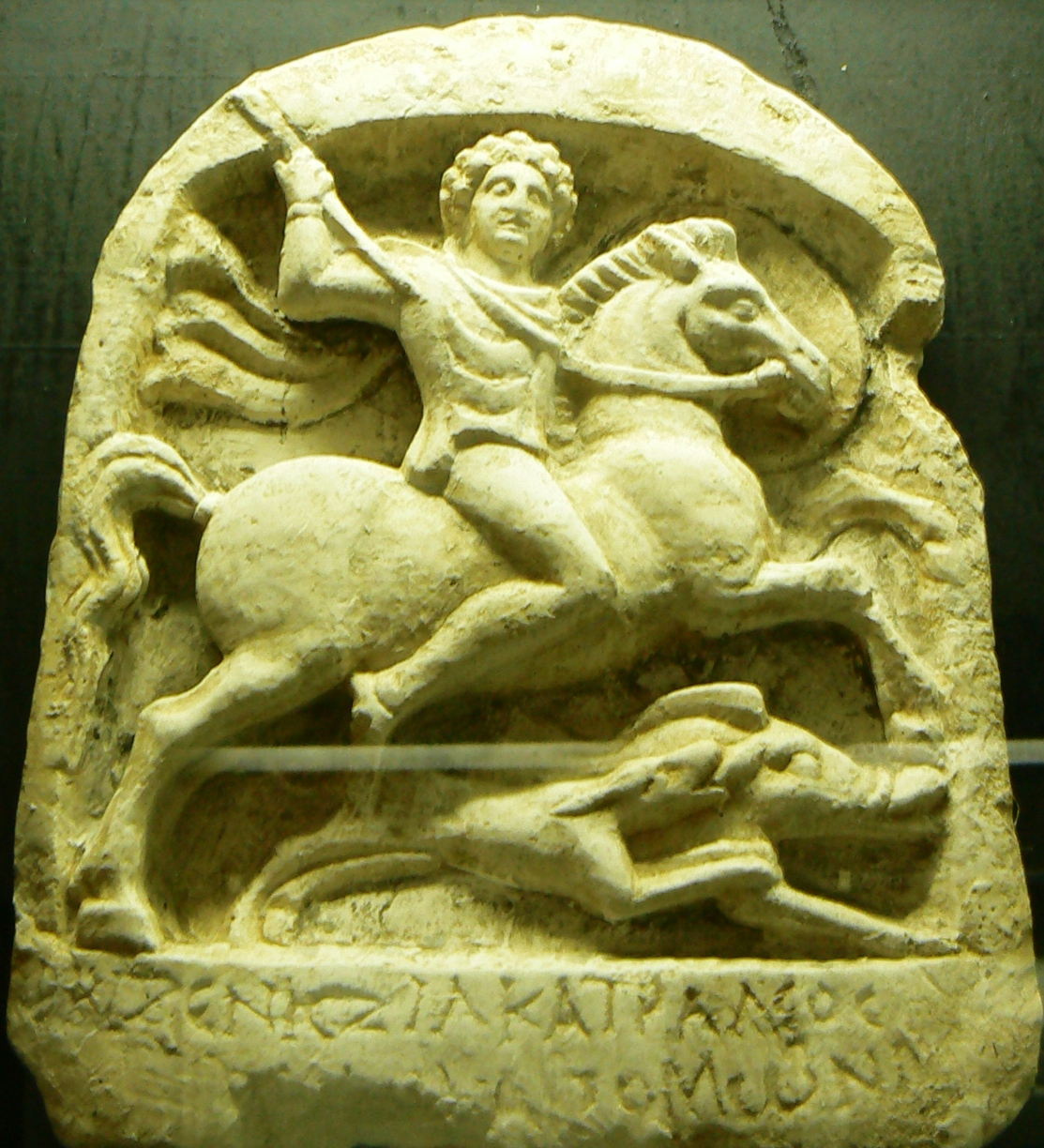
Thrácký jezdec se psem a kancem na basreliéfu z 3. století, Historické muzeum v Tetevenu

Thrácký jezdec či Heros je moderní pojmenování častého motivu lovce jedoucího na koni, který se objevuje na reliéfech z helénistického a římského bodobí starověké Thrákie, Makedonie a Moesie. Koho tento reliéf zobrazuje není jasné. Jeho časté užití na náhrobcích může naznačovat že se jedná o podsvětní božstvo, jiné hypotézy jej spojují se Sabaziem nebo mytickým thráckým králem Rhésem z Iliady, ale také s Apollónem, Asklépiem či Dionýsem.
Jezdec bývá zobrazován s kopím, případně rohem hojnosti či obětní miskou, a za doprovodu psa poráží kance, lva či hada. Motiv se objevuje od 4. století př. n. l., od 3. století př. n. l. také na falérách a špercích. Nejvíce nálezů pochází z římské doby a jižní Thrákie.
Za příklad Thráckého jezdce se dá považovat i Madarský jezdec, skalní reliéf z 8. století nacházející se v severním Bulharsku.